# Red Hebe
 (juin 2021).
La mise en forme du texte ne suit pas les recommandations de Wikipédia : il faut le « wikifier ».
Les points d'amélioration suivants sont les cas les plus fréquents :
- Les titres sont pré-formatés par le logiciel. Ils ne sont ni en capitales, ni en gras.
- Le texte ne doit pas être écrit en capitales (les noms de famille non plus), ni en gras, ni en italique, ni en « petit »…
- Le gras n'est utilisé que pour surligner le titre de l'article dans l'introduction, une seule fois.
- L'italique est rarement utilisé : mots en langue étrangère, titres d'œuvres, noms de bateaux, etc.
- Les citations ne sont pas en italique mais en corps de texte normal. Elles sont entourées par des guillemets français : « et ».
- Les listes à puces sont à éviter, des paragraphes rédigés étant largement préférés. Les tableaux sont à réserver à la présentation de données structurées (résultats, etc.).
- Les appels de note de bas de page (petits chiffres en exposant, introduits par l'outil «  Source ») sont à placer entre la fin de phrase et le point final[comme ça].
- Les liens internes (vers d'autres articles de Wikipédia) sont à choisir avec parcimonie. Créez des liens vers des articles approfondissant le sujet. Les termes génériques sans rapport avec le sujet sont à éviter, ainsi que les répétitions de liens vers un même terme.
- Les liens externes sont à placer uniquement dans une section « Liens externes », à la fin de l'article. Ces liens sont à choisir avec parcimonie suivant les règles définies. Si un lien sert de source à l'article, son insertion dans le texte est à faire par les notes de bas de page.
- La présentation des références doit suivre les conventions bibliographiques. Il est recommandé d'utiliser les modèles {{Ouvrage}}, {{Chapitre}}, {{Article}}, {{Lien web}} et/ou {{Bibliographie}}. Le mode d'édition visuel peut mettre en forme automatiquement les références.
- Insérer une infobox (cadre d'informations à droite) n'est pas obligatoire pour parachever la mise en page.

Pour une aide détaillée, merci de consulter Aide:Wikification.
Si vous pensez que ces points ont été résolus, vous pouvez retirer ce bandeau et améliorer la mise en forme d'un autre article.
 (juin 2021).

Le Red Hebe est un missile air-air de grande taille à guidage radar actif, développé par Vickers pour les avions d'interception de la Royal Air Force définis par l'Operational Requirement (l'équivalent d'une fiche-programme en France) F.155. Il s'agit d'une amélioration du modèle précédent, le Red Dean, qui n'était pas adapté au lancement à partir des nouveaux avions supersoniques. La F.155 a cependant été annulée à la suite de la publication du Livre blanc sur la Défense de 1957, qui a détourné l'attention de la Grande-Bretagne des bombardiers stratégiques vers les missiles balistiques. Sans autre cadre approprié, le développement du Red Hebe a aussi été abandonné avant la mise en place d'études de conceptions avancées.

## Histoire

### Red Dean (Doyen Rouge)
A la fin de la période de la Seconde Guerre mondiale, chacune des forces britanniques avait des programmes de développement de missiles en cours. Parmi ceux-ci figurait l'Operational Requirement (OR) 1056 de l'Etat-Major des Forces Aériennes, émise en janvier 1945 pour un missile air-air qui servirait d'arme anti-bombardier. La OR.1056 réclamait une arme capable d'attaquer à partir de n'importe quel angle en faisant appel à un système de guidage radar ou infrarouge, la version radar utilisant les signaux des radars d'interception aéroportés AI Mk. IX employés à cette époque. Le Ministère de l'Approvisionnement britannique (Ministry of Supply, MoS) a attribué à ce projet le nom de code "Red Hawk". (issu des "Rainbow Codes", une série de noms de code donné aux projets de recherche militaires du Royaume-Uni). 
Il est vite devenu évident que le projet Red Hawk se situait au-delà de l'état de l'art. Une conception intermédiaire a alors été proposée avec une version tempérée surnommée "Pink Hawk" avant de se voir attribuer le Rainbow Code officiel "Blue Sky". Ce missile est apparu au grand jour sous le nom de Fireflash (en) et mis en service en 1955. En 1951, bien avant le premier lancement d'un missile Fireflash, le Ministère de l'Air considéra que la recherche en électronique avançait suffisamment vite pour réexaminer le projet Red Hawk et émit un autre concept sous le nom de "Red Dean", réclamant une arme à guidage radar actif.
Initialement pris en charge par Folland Aircraft en 1951, le projet cessa d'intéresser le concepteur en chef Teddy Petter et fut repris par Vickers l'année suivante. Des problèmes avec la tête chercheuse ont conduit à la constante augmentation de la masse du missile jusqu'à finalement atteindre les 1 330 livres (600 kg), le rendant trop lourd pour équiper la plupart des avions de l'époque. Il était alors conçu pour l'avion d'interception Gloster Javelin, qui serait mis en service à la fin des années 1950. Les problèmes de poids de la tête chercheuse ne furent pas résolus jusqu'en 1955, où la société General Electric Company (GEC) proposa un nouveau système de tête chercheuse basé sur les transistors, qui émergeaient depuis peu. Cela aurait pu réduire le poids de la tête de 105 livres (48 kg) à 90 livres (41 kg). Ce poids aurait encore pu être abaissé à 60 livres (27 kg) en faisant appel à un système de guidage radar semi-actif (SARH), qui aurait considérablement réduit les exigences en termes de puissance.

### Développement d'un nouveau modèle
En 1955, le ministère de l'Air fut mis au courant du développement des bombardiers supersoniques Tupolev Tu-22 et en déduisit que les bombardiers pouvant voler à Mach 2 seraient la prochaine menace à affronter. Ils réalisèrent que même l'intercepteur modérément supersonique thin-wing Javelin serait incapable de faire face à cette menace efficacement et abandonnèrent son développement. Le Ministère de l'Air suggéra alors de satisfaire ses futurs besoins en intercepteurs en concevant des avions supersoniques plus rapides pour remplacer le Javelin. Ces besoins étaient exprimés dans l'Operational Requirement F.155.
Le Red Dean avait été conçu pour être porté par des avions subsoniques et il n'aurait atteint des vitesses supersoniques que sur une courte durée après son lancement. Dans les nouveaux avions supersoniques, le temps passé à ces vitesses aurait été beaucoup plus long et les missiles auraient dû accélérer une fois lancés. Les matériaux utilisés pour le Red Dean n'avaient pas été conçus pour résister aux contraintes thermiques générées par les frottements fluides à ces vitesses et n'étaient donc pas utilisables dans ces avions. Par conséquent, lorsque Vickers entendit parler des changements dans le programme d'aéronefs, ils proposèrent un nouveau missile en acier inoxydable nommé "Red Hebe".
Le Red Hebe était similaire aux dernières conceptions du modèle Red Dean équipé de têtes chercheuses à transistors, parfois appelées Red Dean Mk. 1. L'idée de passer au système SARH fut rejetée car cela impliquait de modifier le radar d'interception aéroporté de façon à lui permettre de produire un signal en continu pendant le traçage, ce qui aurait été difficile à implémenter au dispositif de balayage conique. Ralph Hooper a décrit le Red Hebe comme "une évolution du Red Dean, mais seulement de la même façon que le P. 1103 est une évolution du Hunter".
En raison de la vitesse élevée, de sa structure en acier et de son énorme charge militaire de 150 livres (68 kg), le Red Hebe faisait environ le même poids que le Red Dean, c'est-à-dire 1 330 livres (600 kg), même avec l'électronique la plus légère. Pire encore, il était plus grand : il faisait 17 pieds et 9 pouces (5,41 m) de long et atteignait les 22 pieds et 10 pouces (6,96 m) quand il était équipé de carénages aérodynamiques destinés à réduire la traînée en vol sur un avion à Mach 2,5. Il était également assez gros avec son diamètre de 15 pouces (380 mm), mais cela avait peut être été pensé pour pouvoir éventuellement s'adapter à une petite ogive nucléaire. Certains documents font en effet référence à un "RP.3 britannique", RP.3 étant le nom britannique de la fusée nucléaire non guidée AIR-2 Genie développée par les États-Unis. Il est supposé que l'ogive était le dispositif "Purple Passion", destiné à l'utilisation de mines terrestres.
Cette nouvelle arme fut aussi controversée que le Red Dean avant elle. Elle fut particulièrement critiquée par le chef d'escadron Poole de la branche des Operational Requirements du Ministère de l'Air. Envoyé parcourir les États-Unis pour examiner leurs programmes de missiles, il renvoya un rapport dans lequel il fait état de la simplicité et du meilleur développement des systèmes américains par rapport à leurs homologues britanniques. Il considéra le Sidewinder moins performant que le Blue Vesta du Royaume-Uni, "mais beaucoup plus simple et maintenant en service", tandis que le Red Hebe était "... encore à l'époque du piston" par rapport au Sparrow. Il conclut que les États-Unis ont obtenu " plus pour leur argent avec moins de la moitié du poids " et que le " Red Hebe disparaîtra au bout de quelques mois puisqu'il n'est pas dans la même époque technologique ".
Quelques indices laissent à penser que le Red Hebe était de toute façon destiné à être abandonné : il y avait des inquiétudes sur le fait que English Electric soit déjà débordé durant les études pour le Blue Steel et il fut considéré de confier le projet à Vickers, car ils n'étaient pas censés avoir beaucoup de travail. Les projets du Red Dean et du Red Hebe étaient encore en cours à ce moment-là... De plus, le Directeur des Armes Guidées du Ministère de l'Approvisionnement, John Clemow, a gardé une mauvaise opinion de l'équipe de Vickers.

### La "Petite Arme" de Vickers
Comme le poids du missile limitait la compatibilité du Red Hebe à un seul type d'avion, Vickers lança à nouveau une refonte complète de la conception afin de présenter une arme plus petite et plus légère. Ainsi naquit la Vickers Small Weapon (Petite Arme Vickers), d'environ 9 pieds et 10 pouces (3,00 m) de long pour une masse de 675 livres (306 kg). Elle est donc légèrement plus grande et plus lourde que le Sparrow, mais possède une meilleure tête chercheuse. Cette petite taille a néanmoins réduit la performance du missile au point qu'il a été jugé approprié pour les guerres "tièdes" uniquement, où la destruction totale de la cible n'a pas autant importance que dans une guerre "chaude" européenne.

### Abandon du projet
Le Livre blanc sur la Défense de 1957, élaboré par Duncan Sandys, examinait les changements en cours dans le paysage stratégique militaire. Parmi ses conclusions, les bombardements stratégiques devaient être menés à bien par des missiles balistiques plutôt que par des avions vers le milieu ou la fin des années 1960. À partir de ce moment, il était présumé que toute mission contre le Royaume-Uni serait de nature stratégique et ferait appel à des armes nucléaires. De plus, il était impossible qu'une mission soit menée sans faire appel à des ogives suffisamment puissantes pour compenser tout manque de précision dans le placement de tir des missiles. Dans ce contexte, il était peu probable qu'abattre les bombardiers ennemis puisse changer quoi que ce soit au résultat final : même si une attaque était menée par des bombardiers, les missiles suivraient à coup sûr.
Sandys a délimité une période, entre 1957 et le milieu des années 1960, dans laquelle les bombardiers seraient encore le principal véhicule d'attaque et où les armes antiaériennes seraient donc nécessaires. Toutefois, il estimait que la mise en service imminente du missile sol-air Bloodhound répondrait à ce besoin. L'Etat-Major des Forces Aériennes est néanmoins parvenu à le convaincre que la gestion des menaces à court terme telles que le bombardier Tupolev Tu-22 était au-delà des capacités du Javelin et qu'elles apparaitraient avant le Bloodhound. Sandys céda et permit la poursuite du développement du English Electric Lightning et du missile Red Top  pour remplir ce rôle. Par contre, le projet de missile à longue portée Blue Envoy et la OR F.155 furent annulés, car ils auraient été achevés hors de cette période.
Le Red Hebe n'ayant plus d'avion de lancement, il a également été annulé. John Clemow, le détracteur de Vickers, a personnellement signé la révocation du projet.